# Campeonato Catarinense de Futebol da Segunda Divisão de 1986
O Campeonato Catarinense de Futebol da Segunda Divisão de 1986 foi a primeira edição da segunda divisão do Campeonato Catarinense,tendo como campeão o Paysandu da cidade de Brusque,e o vice Blumenau Esporte Clube da cidade de Blumenau.

## Regulamento
O campeonato foi disputado em quatro fases: As duas primeiras divididas em grupos, a terceira fase com os melhores time das duas primeiras fases e a final. 
Na 1ª fase os clubes foram divididos em dois grupos (grupo A e B) e se enfrentaram em turno e returno, os melhores colocados foram para o grupo C e os piores para o grupo D. O vencedor do Grupo A ficou com a Taça Acesc - Associação dos Cronistas Esportivas de Santa Catarina.
Na 2ª Fase a competição ocorreu da mesma forma, porém ao final desta, os 6 melhores clubes se classificaram para a 3ª fase, enquanto o restante foi eliminado da competição.
A 3ª Fase ocorreu nos moldes das duas primeiras, porém com todos os clubes no mesmo grupo, ao final desta, os dois melhores colocados se classificaram para a final.

### Promoção
A equipe que venceu a final foi declarada Campeão da Segunda Divisão do Campeonato Catarinense de 1986 e também foi promovida à Primeira Divisão em 1987.

## Equipes Participantes
| Equipe       | Município     | Participação | Estádio                          | Capacidade | Títulos |
| ------------ | ------------- | ------------ | -------------------------------- | ---------- | ------- |
| Araranguá    | Araranguá     | 1º           | Arena Poliesportiva de Araranguá | 2.500      |         |
| Blumenau     | Blumenau      | 1º           | Aderbal Ramos da Silva           | 4.000      |         |
| Caçadorense  | Caçador       | 1º           | Carlos Alberto da Costa Neves    | 5.000      |         |
| Flamengo EC  | Florianópolis | 1º           |                                  |            |         |
| Guaycurus    | Concórdia     | 1º           |                                  |            |         |
| Ipiranga     | Tangará       | 1º           | Júlio Fungati                    |            |         |
| Juventus     | Rio do Sul    | 1º           | Alfredo João Krieck              | 8.000      |         |
| Laguna       | Laguna        | 1º           | Estádio Municipal de Laguna      |            |         |
| Paysandu     | Brusque       | 1º           | Augusto Bauer                    | 3.000      |         |
| São Bernardo | Canoinhas     | 1º           |                                  |            |         |
| Tiradentes   | Tijucas       | 1º           | Sebastião Viera Peixoto          | 3.000      |         |

## Primeira Fase

### Grupo A
| Pos. | Equipes    | P  | J  | V | E | D | GP | GC | SG  | %  | Classificação                 |
| ---- | ---------- | -- | -- | - | - | - | -- | -- | --- | -- | ----------------------------- |
| 1    | Blumenau   | 17 | 10 | 7 | 3 | 0 | 18 | 6  | +12 | 85 | Classificados para ao Grupo C |
| 2    | Paysandu   | 13 | 10 | 6 | 1 | 3 | 17 | 12 | +5  | 65 | Classificados para ao Grupo C |
| 3    | Araranguá  | 12 | 10 | 5 | 2 | 3 | 14 | 8  | +6  | 60 | Classificados para ao Grupo C |
| 4    | Laguna     | 11 | 10 | 5 | 1 | 4 | 9  | 13 | –4  | 55 | Classificados para ao Grupo D |
| 5    | Tiradentes | 6  | 10 | 2 | 2 | 6 | 11 | 17 | –6  | 30 | Classificados para ao Grupo D |
| 6    | Flamengo   | 1  | 10 | 0 | 1 | 9 | 9  | 22 | –13 | 5  | Classificados para ao Grupo D |

#### Confrontos
|            | ARA | BLU | FLA | LAG | PAY | TIR |
| ---------- | --- | --- | --- | --- | --- | --- |
| Araranguá  | —   | 0—0 | 2—0 | 0—1 | 3—0 | 3—2 |
| Blumenau   | 3—2 | —   | 2—1 | 4—0 | 2—0 | 1—1 |
| Flamengo   | 1—1 | 1—3 | —   | 0—1 | 1—2 | 1—2 |
| Laguna     | 2—0 | 0—1 | 2—1 | —   | 1—3 | 2—1 |
| Paysandu   | 0—2 | 1—1 | 4—1 | 2—0 | —   | 3—0 |
| Tiradentes | 0—1 | 0—1 | 3—2 | 1—1 | 1—2 | —   |